# Наумовское (Чагодощенский район)
Наумовское — деревня в Чагодощенском районе Вологодской области.
Входит в состав Лукинского сельского поселения, с точки зрения административно-территориального деления — в Лукинский сельсовет.
Расстояние по автодороге до районного центра Чагоды — 49 км, до центра муниципального образования деревни Анишино — 8 км. Ближайшие населённые пункты — Бельское, Горка, Данилково.
По переписи 2002 года население — 9 человек.